# كورنيليا (جورجيا)
كورنيليا (بالإنجليزية: Cornelia, Georgia)‏ هي مدينة تقع في مقاطعة هابرشام، جورجيا بولاية جورجيا في الولايات المتحدة. تبلغ مساحة هذه المدينة 8.9 (كم²)، وترتفع عن سطح البحر 457 م، بلغ عدد سكانها 3834 نسمة في عام 2010 حسب إحصاء مكتب تعداد الولايات المتحدة.

## أعلام
- جاك إيرفين

## وصلات خارجية
- Cities & Counties - Georgia.gov